# Bolbena minutissima
Bolbena minutissima är en bönsyrseart som först beskrevs av Heinrich Hugo Karny 1908.  Bolbena minutissima ingår i släktet Bolbena och familjen Iridopterygidae. Inga underarter finns listade i Catalogue of Life.